# Lego House (Billund)
Lego House (Casa de Lego) es un centro educativo y de actividades situado en Billund, Dinamarca, donde el LEGO fue inventado. Inaugurado en el año 2017, el edificio tiene varias funciones: atracción turística y de exposiciones, cafetería y tienda de Lego.
La casa fue inaugurada por María Isabel de Dinamarca el 28 de septiembre. La casa recibió 70.000 visitantes en los primeros 100 días.
El edificio fue diseñado por el aclamado arquitecto danés Bjarke Ingels y su firma BIG.

## Construcción
La casa comenzó como un modelo a escala 1:100 construido completamente con ladrillos Lego. La construcción de la casa real comenzó en junio de 2014. El edificio tiene una superficie construida de casi 7600 m², unos 30 metros de alto y una planta de 2400 m².

## Sets de la Casa de Lego
El modelo 4000010 de 2014 solo se vendía en tiendas de Billund.
El modelo 21037 lanzado en la inauguración de 2017 solo se vende en la tienda de Lego de la Lego House.